# Dan Panosian
Dan Panosian est un auteur de comics américain né en 1969 à Cleveland.

## Biographie
Dan Panosian commence à travailler chez Continuity Graphics, une agence de publicité dirigée par Neal Adams. Il est cependant très vite engagé par Marvel Comics comme encreur sur de nombreuses séries. Il devient ensuite l'encreur régulier des X-men. Lorsqu'Image Comics est fondé il rejoint Extreme Studios de Rob Liefeld où il dessine plusieurs séries ; entre autres la mini-série Prophet. Il encre aussi des séries d'autres studios d'Image comme Witchblade ou Wetworks. Il quitte cependant Image et comme dessinateur freelance il travaille chez DC Comics (Green Lantern), Marvel (Captain America), Dark Horse Comics, etc. En 2013, il dessine la série John Tiffany scénarisée par Stephen Desberg et publiée au Lombard. Il est l'auteur en 2017 de Slots publié par Image. En plus de son travail de dessinateur de comics, Dan Panosian dessine aussi des publicités et réalise des storyboards aussi bien pour des longs-métrages comme Kung-Fu Panda ou pour des jeux vidéos comme Duke Nukem.